# Alexios II Komnenos
Alexios II Komnenos (tiếng Hy Lạp: Αλέξιος Β’ Κομνηνός (Alexios II Komnēnos)) (10 tháng 9, 1169 – Tháng 10, 1183) là Hoàng đế Đông La Mã từ năm 1180 đến năm 1183. Là con trai của Hoàng đế Manouel I Komnenos và Maria, con gái của Raymond, vương công Antiochia. Cậu chính là người thừa kế nam được chờ đợi từ lâu và đặt tên là Alexios ứng nghiệm với lời tiên tri AIMA.

## Triều đại
Sau khi Manouel băng hà vào năm 1180, ngai vàng được truyền lại cho cậu con trai 11 tuổi là Alexios II Komnenos. Vị hoàng đế nhỏ tuổi chưa thể tự mình cai trị, chính vì vậy mà nữ hoàng Maria thành Antioch, lúc này là một nữ tu pháp danh Xene đã nắm quyền nhiếp chính. Do gốc gác người Pháp nên thái hậu không được lòng dân chúng, thay vì giao quyền hành lại cho con mình, bà mặc sức phó thác hết cho Alexios prōtosebastos (họ hàng của Alexios II), mà ai nấy đều biết rõ là tình nhân của mình. Bạn bè của thiếu đế Alexios II cố gầy dựng lực lượng chống lại thái hậu và prōtosebastos; chị họ của Alexios II là Maria, vợ của Caesar John (Renier xứ Montferrat), đã khuấy động các cuộc bạo loạn trên khắp đường phố Constantinopolis nhằm phế bỏ thái hậu.
Phe cánh của họ bị trấn áp ngày 2 tháng 5 năm 1182, nhưng Andronikos Komnenos, một người anh em họ đầu tiên của Hoàng đế Manuel, đã lợi dụng tình cảnh hỗn loạn để nhắm vào ngai vàng. Ông dẫn quân tiến vào thành Constantinopolis, với sự chào đón tưng bừng của dân chúng và lật đổ triều đình. Sự hiện diện của ông đã gây nên tai tiếng qua vụ thảm sát 80.000 người Latinh ở Constantinopolis, đặc biệt là những thương gia người Venezia, mà ông không tài nào ngăn nổi. Andronikos cho phép Alexios II được làm lễ đăng quang nhưng phải chịu trách nhiệm về cái chết của hầu hết những thế lực ngầm che chở vị thiếu đế, kể cả thái hậu, chị họ, và Caesar nhưng lại từ chối cho phép Alexios II được nhúng tay vào việc chính sự.

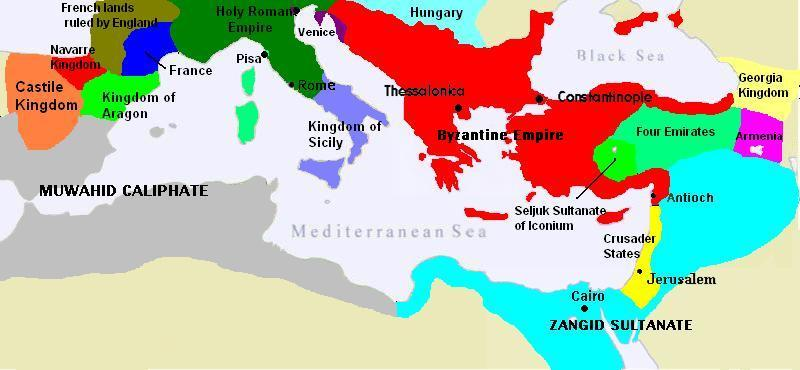
Đế quốc Đông La Mã vào năm 1180, khi Alexios II lên ngôi Hoàng đế.

Việc hứa hôn năm 1180 của Alexios II với công chúa Agnes nước Pháp, con gái của vua Pháp Louis VII và người vợ thứ ba Adèle xứ Champagne vào lúc đó chỉ mới là một đứa trẻ chín tuổi, không rõ cuộc hôn nhân của cặp đôi này tiến triển ra sao. Andronikos giờ đây đã chính thức tuyên bố là đồng hoàng đế trước mặt quần thần trên sân thượng Thánh đường Kitô giáo Chalkè. Tháng 9 năm 1183, sau khi loại bỏ các đối thủ tiềm năng của mình, viện cớ rằng việc phân chia ngôi vị sẽ làm tổn hại đến Đế quốc, ông ra lệnh thắt cổ Alexios II bằng dây cung cho đến chết vào tháng 10 cùng năm, đồng thời lấy luôn người vợ cũ mới chỉ mười hai tuổi của vị hoàng đế xấu số. Suốt triều đại của Alexios II, Đế quốc Đông La Mã ngày càng suy yếu, hết bị đại quân của Vua Béla III xâm lược, rồi để mất vùng Syrmia và Bosnia rơi vào tay Vương quốc Hungary năm 1181; về sau ngay cả Dalmatia cũng bị người Venenzia chiếm lấy. Kilij Arslan II còn ngang nhiên kéo quân xâm phạm bờ cõi Đế quốc vào năm 1182, đánh bại quân Đông La Mã trong trận vây hãm thành Cotyaeum, khiến cho Đế quốc mất thêm Cotyaeum và Sozopolis.

## Ảnh hưởng văn hóa
Alexios là một nhân vật trong tiểu thuyết lịch sử Agnes nước Pháp (1980) của nhà văn Hy Lạp Kostas Kyriazis. Cuốn tiểu thuyết mô tả những sự kiện dưới thời Manouel I, Alexios II, và Andronikos I qua cái nhìn của Agnes.